# Stephan Beeharry
Jacques Michel Stephan Beeharry (* 19. April 1975 in Rose-Hill, Plaines Wilhems) ist ein Badmintonspieler aus Mauritius.

## Sportliche Karriere
Stephan Beeharry nahm an 1996 und 2000 an den Olympischen Spielen teil. Seine beste Platzierung erreichte er dabei mit Platz 17 im Mixed 1996 und 2000. 1996 wurde er ebenfalls 17. im Herrendoppel. 2002 wurde er Afrikameister im Doppel mit Denis Constantin.

## Erfolge
| Saison | Veranstaltung              | Disziplin    | Platz | Name                                           |
| ------ | -------------------------- | ------------ | ----- | ---------------------------------------------- |
| 1996   | Olympia                    | Herrendoppel | 17    | Édouard Clarisse / Stephan Beeharry            |
| 1996   | Olympia                    | Herreneinzel | 33    | Stephan Beeharry                               |
| 1996   | Olympia                    | Mixed        | 17    | Stephan Beeharry / Martine de Souza            |
| 2000   | Olympia                    | Mixed        | 17    | Stephan Beeharry / Marie-Hélène Valérie-Pierre |
| 2001   | Mauritius International    | Mixed        | 1     | Stephan Beeharry / Shama Aboobakar             |
| 2001   | South Africa International | Herrendoppel | 1     | Denis Constantin / Stephan Beeharry            |
| 2002   | Kenya International        | Mixed        | 1     | Stephan Beeharry / Shama Aboobakar             |
| 2002   | Kenya International        | Herrendoppel | 1     | Stephan Beeharry / Hyder Aboobakar             |
| 2002   | Afrikameisterschaft        | Herrendoppel | 1     | Denis Constantin / Stéphane Beeharry           |
| 2004   | Afrikameisterschaft        | Mixed        | 2     | Stephan Beeharry / Shama Aboobakar             |
| 2004   | Afrikameisterschaft        | Herrendoppel | 3     | Stephan Beeharry / Dorian James                |
| 2006   | Mauritius International    | Herrendoppel | 3     | Édouard Clarisse / Stephan Beeharry            |
| 2007   | Afrikameisterschaft        | Mixed        | 3     | Stéphane Beeharry / Karen Foo Kune             |
| 2007   | Afrikameisterschaft        | Herrendoppel | 3     | Stéphane Beeharry / Vishal Sawaram             |
| 2010   | Afrikameisterschaft        | Mixed        | 3     | Stephan Beeharry / Amrita Sawaram              |